# William Saliba
William Alain André Gabriel Saliba (n. 24 martie 2001, Bondy, Île-de-France, Franța) este un fotbalist francez, libanez și camerunez, care joacă pe post de fundaș la Arsenal în Premier League. Pe plan internațional, are prezențe la națională pentru Franța U21⁠(d) și Franța. Este adesea considerat unul dintre cei mai buni fundași centrali din lume.

## Cariera de club

### Saint-Étienne
William și-a început cariera de fotbalist la vârsta de 6 ani, fiind antrenat de tatăl său. A intrat și ieșit din academiile franceze situate în partea de nord a Franței. În cele din urmă, sa mutat în sud, la Saint-Étienne în 2016, și a semnat primul său contract la vârsta de 17 ani, în mai 2018. Saliba și-a făcut apoi debutul profesionist pe 25 septembrie 2018, participând într-o victorie cu 3–2 în Ligue 1 împotriva lui Toulouse. A avut 13 apariții ca titular în primul său sezon la Saint-Étienne.
După ce a semnat pentru Arsenal, Saliba s-a întors la Saint-Étienne împrumutat pentru sezonul 2019-20. A jucat 17 meciuri pentru club de-a lungul campaniei, ajutându-o pe Saint-Étienne să ajungă în finala Cupei Franței 2020; a ratat meciul, deoarece contractul de împrumut sa încheiat cu două săptămâni înainte de finală, care a fost amânată din cauza pandemiei de COVID-19.
Deși cauta să-și prelungească temporar împrumutul, dacă Saliba ar fi apărut, Arsenal ar fi trebuit să plătească lui Saint-Étienne 2,5 milioane de euro. Se pare că clubul francez a fost reticent să renunțe la taxă și, de asemenea, a cerut control deplin asupra sesiunilor sale de antrenament. Ca urmare, Saliba s-a întors la Arsenal pe 24 iulie 2020.

### Arsenal
Pe 25 iulie 2019, Arsenal a anunțat că Saliba a semnat un contract pe termen lung cu clubul. Media a raportat o durată a contractului de cinci ani și că suma de transfer s-a ridicat la 27 de milioane de lire sterline. Arsenal s-a confruntat cu rivalii de la Tottenham Hotspur pentru a finaliza înțelegerea, ambele cluburi întâlnind evaluarea lui Saint-Étienne asupra jucătorului, cu toate acestea, Saliba a ales să se alăture lui Arsenal, interesul clubului pentru Saliba datând de la sfârșitul anului 2018.
După ce a petrecut sezonul 2019-20 împrumutat la fostul club Saint-Étienne, Saliba a primit tricoul cu numărul 4 la întoarcerea la Arsenal în 2020. Prima sa apariție pentru Arsenal a fost într-un meci amical de pre-sezon împotriva lui MK Dons pe 25 august 2020. A rămas pe banca de rezerve în FA Community Shield 2020, în care Arsenal a obținut o victorie cu 5–4 în fața lui Liverpool la loviturile de departajare, după ce meciul a fost 1–1 după cele 90 de minute. Cu toate acestea, a fost lăsat în afara echipelor competitive ale clubului pentru sezonul 2020-21, lăsându-l să poată juca doar pentru echipa sub 23 a lui Arsenal, pentru care a jucat în meciurile din EFL Trophy în deplasare cu Gillingham și AFC Wimbledon, primind un cartonaș roșu în ultimul menționat. Antrenorul lui Arsenal, Mikel Arteta, și-a exprimat mai târziu „regretul [pentru] decizie” înainte de un împrumut în ianuarie pe șase luni în Franța.

#### Împrumut la Nice

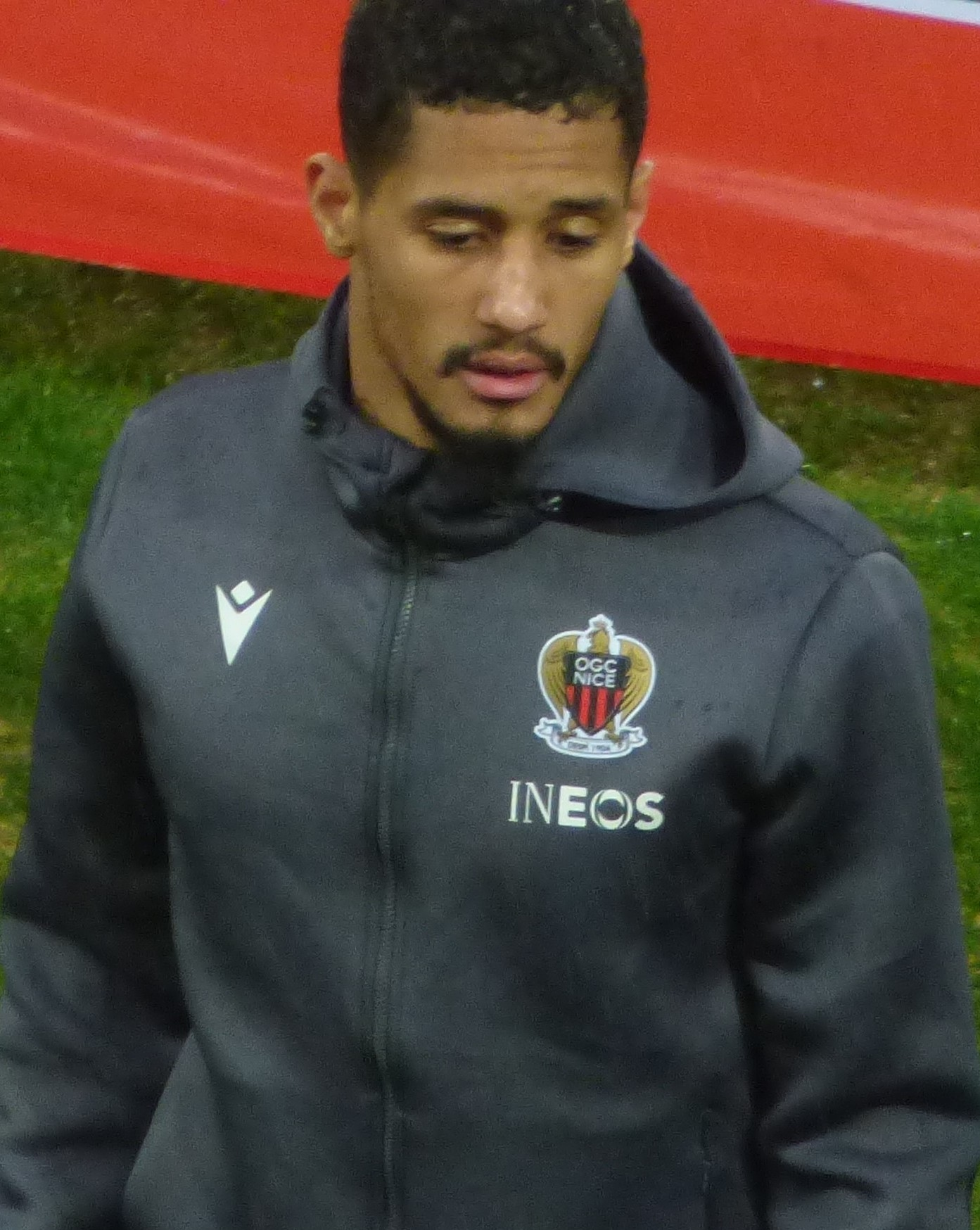
Saliba cu Nice în 2021

Pe 4 ianuarie 2021, Saliba s-a alăturat clubului din Ligue 1 Nice împrumutat pentru restul sezonului 2020-21. S-a întors în Franța după ce au fost abandonate planurile raportate pentru un împrumut către un club nenumit din Campionatul EFL. Pe 6 ianuarie 2021, și-a făcut debutul într-o înfrângere cu 2-0 împotriva lui Brest în Ligue 1. Saliba a primit premiul pentru Jucătorul Lunii a lui Nice în urma performanțelor sale din ianuarie.

#### Împrumut la Marseille
Saliba a părăsit din nou Arsenal pentru un împrumut în Ligue 1 în iulie 2021, alăturându-se lui Olympique de Marseille pentru sezonul 2021-22. Cu colegul împrumutat de la Arsenal, Matteo Guendouzi, și-a făcut debutul competitiv pentru club ca titular într-o victorie cu 3-2 în deplasare împotriva lui Montpellier pe 8 august 2021. În sezonul 2021-22 a reușit un total de 52 de apariții și a ajutat clubul să ajungă în semifinalele sezonului inaugural al Europa Conference League, asigurând în același timp prezența lui Marseille în Liga Campionilor pentru sezonul următor. Saliba a fost numit jucătorul tânăr al anului în Ligue 1 și a primit un loc în Echipa Anului. În ciuda interesului din partea lui Marsilia și a altor cluburi europene pentru încă un sezon departe de Arsenal, Saliba și-a anunțat dorința de a reveni la Arsenal când a vorbit cu programul francez de fotbal Téléfoot. 

#### Revenirea la Arsenal
Înainte de sezonul 2022-2023, Saliba a primit tricoul cu numărul 12. Și-a făcut debutul cu Arsenal și în Premier League pe 5 august 2022, în prima etapă a sezonului, în deplasare cu Crystal Palace. Arsenal a câștigat meciul cu 2-0, performanța lui Saliba fiind descrisă de BBC ca fiind una „nezbătută și practic impecabilă”. A marcat primul său gol pentru club două săptămâni mai târziu, într-o victorie împotriva lui AFC Bournemouth, cu un șut curbat de la marginea careului. Reușita a fost votată Golul Lunii al clubului din luna august.
Pe 16 martie 2023, Saliba a suferit o accidentare la spate în meciul lui Arsenal din Europa League împotriva lui Sporting Lisabona, ceea ce l-a făcut să piardă restul sezonului. A jucat în toate meciurile lui Arsenal din Premier League până atunci și inițial s-a crezut că se va întoarce în câteva săptămâni pentru a ajuta Arsenal în lupta pentru titlu. Absența lui s-a dovedit a fi crucială, deoarece Arsenal s-a luptat în defensivă, iar scăderea lor ulterioară în formă i-a făcut să-și cedeze avantajul în fruntea clasamentului în fața eventualilor campioni Manchester City.
Pe 7 iulie 2023, Saliba a semnat un nou contract pe termen lung cu clubul până în 2028 și a primit tricoul cu numărul 2.

## Cariera internațională
Pe 21 martie 2022, Saliba a primit pentru prima dată o convocare la echipa de seniori a Franței, ca înlocuitor accidentat al lui Benjamin Pavard, pentru a juca meciurile amicale împotriva Coastei de Fildeș și Africii de Sud. A jucat în cinci meciuri ale Franței la UEFA Nations League 2022-2023. În noiembrie 2022, Saliba a fost inclus în echipa Franței, formată din 26 de jucători, care a participat în Qatar la Cupa Mondială FIFA 2022. Și-a făcut debutul în turneu pe 30 noiembrie, înlocuindu-l pe Raphaël Varane în minutul 63 al ultimului meci al Franței din grupa împotriva Tunisiei. Acolo, au reușit să atingă marea finală dar a pierdut-o un cele din urmă cu eventuala campioană, Argentina.

## Viața personală
Saliba s-a născut în Bondy, Seine-Saint-Denis. Tatăl său este libanez, iar mama lui este cameruneză.
La 9 februarie 2021, Federația Franceză de Fotbal a lansat o investigație cu privire la un videoclip realizat de Saliba în 2018, care a arătat că unul dintre coechipierii săi internaționali de tineret din Franța se atinge aparent într-un mod sugestiv sexual. FFF a decis să angajeze comisia lor de disciplină pentru a investiga în continuare situația; ei au văzut videoclipul filmat de Saliba ca „dăunător pentru imaginea federației și a fotbalului în ansamblu”. În aprilie următor, Saliba a primit în cele din urmă o lună de suspendare de la echipele FFF, în timp ce celălalt jucător implicat a fost pedepsit cu o suspendare de două luni.

### Internațional
| Națională | An    | Selecții | Goluri |
| --------- | ----- | -------- | ------ |
| Franța    |       |          |        |
| 2022      | 8     | 0        |        |
| 2023      | 4     | 0        |        |
| Total     | Total | 12       | 0      |

## Palmares
Saint-Étienne
- Vice-campionul Cupei Franței : 2019–20 [56]

Arsenal
- FA Community Shield: 2020,[57] 2023 [58]

Franța
- Vice-campion Cupa Mondială FIFA: 2022 [59]

Individual
- Jucătorul tânăr al anului UNFP Ligue 1: 2021-2022 [28]
- Echipa anului din Ligue 1 UNFP: 2021–22 [29]
- Echipa anului PFA: Premier League 2022–23 [60]